# Лемаруа, Жан Леонор Франсуа
Жан Леонор Франсуа Ле Маруа (фр. Jean Léonor François Le Marois; 1776—1836) — французский военный деятель, дивизионный генерал (1805 год), граф (1808 год), долгое время бывший адъютантом Наполеона, участник революционных и наполеоновских войн.

## Биография
Родился в семье фермера, поступил в школу Марса в Париже, созданную 1 июня 1794 года депутатом Конвента Ле Турнёром.
По окончании учебного заведения служил в составе Западной армии, 6 июня 1795 года получил звание лейтенанта, 5 октября 1795 года переведён в штаб 1-го военного округа в Париже, участвовал в подавлении Вандемьерского мятежа, и 9 октября 1795 года был произведён в капитаны. В ходе этих драматичных событий познакомился с генералом Бонапартом, и 5 ноября 1795 года стал его адъютантом. В марте 1796 года был свидетелем на бракосочетании Наполеона и Жозефины, после чего отправился на Апеннинский полуостров в составе Итальянской армии. Проявил себя в сражении при Лоди 10 мая 1796 года, где весь его мундир был изрешечён пулями. Умело действовал в сражении при Ровередо, в ходе которого получил ранение, упав с лошади во время атаки на колонну противника. Отличился в сражении при Арколе, после чего получил право доставить в Париж и продемонстрировать Директории захваченные в ходе кампании неприятельские знамёна. 24 декабря 1796 года получил чин командира батальона, 4 января 1797 года — командир эскадрона. Рана полученная при Ровередо не позволила Лемарруа принять участие в Египетской экспедиции.

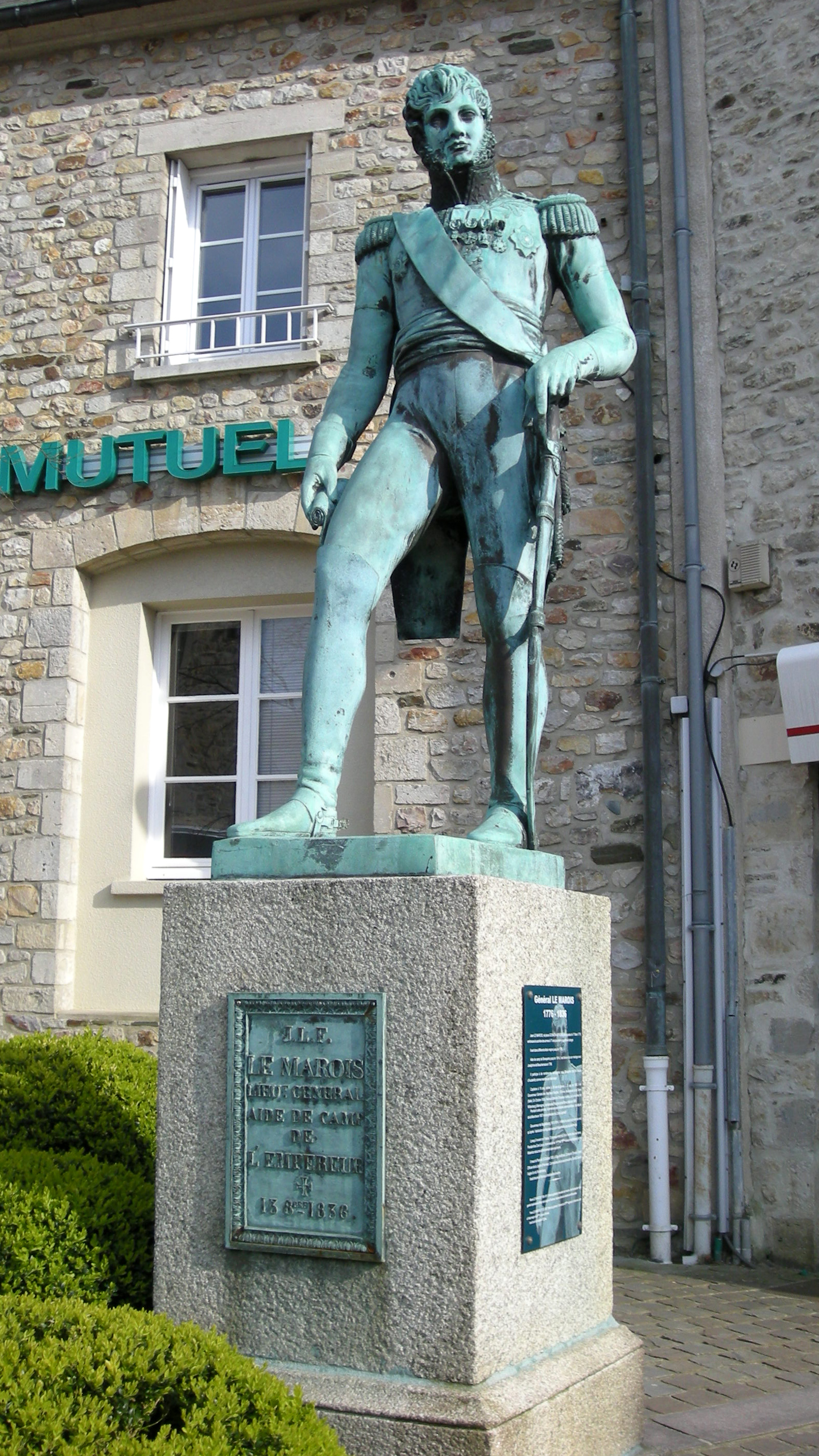
Памятник генералу в Брикебеке.

После возвращения Бонапарта во Францию вновь стал выполнять функции его адъютанта. Участвовал в перевороте 18 брюмера. 13 января 1800 года произведён в командиры бригады (полковник), и возглавил 2-й конно-егерский полк, отличился в сражении 14 июня 1800 года при Маренго. Назначен командующим Северного побережья Франции. 29 августа 1803 года — бригадный генерал.
Принимал участие в Австрийской кампании 1805 года, 24 декабря 1805 года — дивизионный генерал. 6 мая 1806 года назначен губернатором Анконы, Фермо и герцогства Урбино.
20 сентября 1806 года вернулся в состав Великой Армии и принял участие в Прусской кампании, был тяжело ранен в сражении при Йене. С 21 октября по 6 ноября 1806 года исполнял обязанности губернатора Виттенберга, успешно подавил восстание в Торгау, 9 ноября 1806 года назначен губернатором Штеттина, 28 ноября 1806 года — губернатор Тильзита, с 5 по 15 декабря 1806 года — губернатор Варшавы. 28 января 1807 года возглавил главное депо Великой Армии в Варшаве.
7 марта 1807 года избран в Сенат, а также стал депутатом Законодательного корпуса от департамента Манш, был одним из заместителей председателя этой Ассамблеи. 25 июля 1807 года возвратился во Францию.
28 мая 1808 года получил должность коменданта Фриуля, затем до февраля 1811 года был губернатором Рима. 14 января 1812 года назначен командующим войск в Булонском лагере, охранял побережья от возможной высадки англичан. Не одобрял поход 1812 года в Россию, заявив, что в этом случае «не придется рассчитывать на возвращение в Париж, пока мы не доберемся до Китая, так как остановиться уже не сможем».
30 января 1813 года — военный губернатор великого герцогства Берг, 27 марта 1813 года — командующий 25-го военного округа в Везеле. 17 июня 1813 года был назначен губернатором Магдебурга, храбро оборонял город от союзных войск, лично руководил несколькими вылазками, и сложил оружие только после отречения императора, по приказу нового правительства, после чего вернулся во Францию с гарнизоном крепости (18,000 человек при 52 орудиях). Людовик XVIII пожаловал ему крест ордена Святого Людовика.
В период «Ста дней» 20 марта вновь присоединился к Наполеону в Тюильри. 24 марта занял пост командующего 14-го и 15-го военных округов, исполняя, вместе с тем, обязанности адъютанта императора.
2 июня 1815 назначен «пэром Ста Дней». Вскоре сложил командование дивизиями и принял 5-й корпус, с которым сражался при Флёрюсе и Ватерлоо.
После Ватерлоо готовился идти на защиту Парижа во главе Национальной гвардии Руана, но, узнав о занятии столицы союзными войсками, оставил командование и подал в отставку, уехав в свои нормандские владения.
При июльской монархии получил отставку в чине генерал-лейтенанта 13 августа 1832. Умер 14 октября 1836 года в Париже в возрасте 60 лет, похоронен на кладбище Монмартра.

## Титулы
- Граф Лемарруа и Империи (фр. comte de Lemarrois et de l'Empire; декрет от 19 марта 1808 года, патент подтверждён 15 июня 1808 года)[3].

## Награды
- Легионер ордена Почётного Легиона (11 декабря 1803 года);
- Коммандан ордена Почётного Легиона (14 июня 1804 года);
- Великий офицер ордена Почётного Легиона (23 августа 1808 года);
- Большой крест ордена Воссоединения (3 апреля 1813 года);
- Коммандор ордена Железной Короны (Италия);
- Кавалер ордена Святого Людовика (1814).

## Семья
Жена (22.11.1801): Мари-Франсуаза Опсомер (ум. 21.12.1834), дочь Константена Опсомера и Мари-Франсуазы Амелинк
Дети:
- граф Жюль-Полидор Лемаруа (15.12.1802—3.04.1870), сенатор при Второй империи. Жена: Жаклин-Эме Гвидичелли (1810—1869)
- Корали-Констанс-Элеонора Лемаруа (1805—24.11.1828). Муж (26.02.1824): Эктор де Галар де Брассак де Беарн, маркиз де Брассак (1802—1871)

## Комментарии
1. ↑  В биографическом сборнике Шарля Мюйе говорится о 14-й и 45-й дивизиях (Mullié, p. 212), в «Словаре парламентариев» о 14-й и 15-й, и назначение датируется 2 июня (Dictionnaire des parlementaires français, p. 86)